# نعمان (لودر)

تعديل مصدري - تعديل

نعمان هي إحدى قرى عزلة زارة بمديرية لودر التابعة لمحافظة أبين، بلغ تعداد سكانها 392 نسمة حسب تعداد اليمن لعام 2004.